# AMC Electron
El Electron fue un prototipo de automóvil norteamericano construido en 1977 por American Motors Corporation (AMC). Era un automóvil experimental para ciudad de tres pasajeros, diseñado para viajes de corta distancia. El techo plegable estilo caparazón giraba en los pivotes de montaje traseros para permitir la entrada y salida.
El Electrón se basaba en el Amitron, desarrollado anteriormente por la AMC. Estaba accionado por un sistema de batería de litio liviana, y diseñado en previsión de nuevos avances en las tecnologías electrónicas.
Junto con AM Van, Grand Touring, Concept I, Concept II y Jeep II, el Electrón constituyó el programa "Concept 80" que ilustraba lo que la compañía preveía para vehículos futuros.

## Lectura complementaria
- American Motors Corporation, Public Relations Office, Detroit, MI., Press Release, dated 1977.
- Automobile club d'Italia (1978). World Cars 1978. Herald Books. p. 40. ISBN 091071410X.